# Обстріл гуманітарної колони в Запоріжжі
Обстріл гуманітарної колони в Запоріжжі — терористичний акт Збройних сил РФ, направлений на цілеспрямований обстріл гуманітарної колони на виїзді з міста Запоріжжя, що відбувся зранку 30 вересня 2022 року. В результаті обстрілу постраждали 118 людей, із яких 32 людей загинули. Обстріл відбувся того ж дня, коли Росія оголосила про анексію окупованих територій України, зокрема окупованої частини Запорізької області.

## Перебіг подій
30 вересня 2022 року Збройні сили РФ здійснили ракетний удар по Запоріжжю, випустивши 16 ракет ЗРК С-300. Чотири з ракет о 07:10 уразили гуманітарну цивільну автоколону в районі авторинку на виїзді з міста та сам авторинок, розташований поблизу автошляху Н08 на ділянці Запоріжжя — Оріхів. В автоколоні було близько 100 цивільних осіб, які чекали на виїзд на тимчасово окуповану територію України, щоб забрати своїх родичів чи відвезти допомогу.
Внаслідок атаки спочатку було відомо про 23 загиблих та 28 поранених. Більшість загинуло чи поранено від уламків ракет. Невдовзі кількість постраждалих зросла до 25 загиблих та 62 поранених. Пізніше стало відомо про 26 вбитих і 85 поранених. Серед загиблих — 2 дітей. Було важко поранено 5-річну дитину.
Ввечері того ж дня стало відомо про 30 загиблих та 88 поранених осіб. Станом на 1 жовтня кількість постраждалих (разом із загиблими) сягнула 118 людей. Того ж дня у запорізькій лікарні померла важко поранена жінка, і кількість жертв досягла 31 людини: 30 цивільних та один співробітник поліції, який надавав допомогу потерпілим. 8 жовтня помер ще один постраждалий.

## Реакція
Внаслідок атаки виїзд на тимчасово окуповану територію призупинено на невизначений термін. 1 жовтня 2022 року в Запорізькій області оголошений днем жалоби за вбитими. Запорізька обласна прокуратура розпочала кримінальне провадження за фактом порушення законів та звичаїв війни та за фактом умисного вбивства. Президент України Зеленський заявив:
|                                          | Держава-терорист обстрілює ракетами мирне населення на Запоріжжі, Миколаївщині, Дніпропетровщині. Б’є по українських регіонах із реактивних систем залпового вогню та безпілотників. Лише по Запоріжжю та району окупанти випустили 16 ракет за один ранок! Так можуть чинити лише закінчені терористи, яким не має бути місця в цивілізованому світі. Ворог лютує та намагається помститися за нашу незламність і свої невдачі. Цинічно знищує мирних українців, адже давно втратив усе людське. Кровожерливі покидьки! Відповідатимете неодмінно. За кожне загублене життя українців! |
| — Президент України Володимир Зеленський | |

Водночас російська влада заявила про ураження «стратегічного об'єкта».
Представник ЄС Жозеп Боррель висловив співчуття та заявив, що ЄС засуджує російську атаку на цивільних осіб і що відповідальні за напад будуть покарані.
Як заявило Міністерство оборони Великої Британії, використання Росією ракети із системи ППО для удару по наземній цілі може свідчити про нестачу у неї високоточних ракет великої дальності.

## Розслідування
Того ж дня СБУ почала розслідування обстрілу гуманітарної колони, справу розслідують за ст. 438 (порушення законів та звичаїв війни) Кримінального Кодексу України.